# Coenosia infantula
Coenosia infantula este o specie de muște din genul Coenosia, familia Muscidae. A fost descrisă pentru prima dată de Camillo Rondani în anul 1866. Conform Catalogue of Life specia Coenosia infantula nu are subspecii cunoscute.